# Пая синьоброва
Па́я синьоброва (Cyanocorax affinis) —  вид горобцеподібних птахів родини воронових (Corvidae). Мешкає в Центральній і Південній Америці.

## Опис
Довжина птаха становить 23-36 см, вага 194-232 г. Виду не притаманний статевий диморфізм. Голова, шия з боків, горло і верхня частина грудей чорні, над і під очима фіолетово-сині плями, на щоках віолетово-сині смуги. Нижня частина тіла і кінчих хвоста білі, верхня частина тіла переважно темно-фіолетово-синя. Очі білувато-жовті, дзьоб і лапи чорні.

## Підвиди
Виділяють два підвиди:
- C. a. zeledoni Ridgway, 1899 — південно-східна Коста-Рика і Панама;
- C. a. affinis Pelzeln, 1856 — північна Колумбія і північно-західна Венесуела.

## Поширення і екологія
Синьоброві паї мешкають в Коста-Риці, Панамі, Колумбії і Венесуелі. Вони живуть у вологих і сухих тропічних лісах, у вторинних заростях, саванах і на плантаціях, на висоті до 2200 м над рівнем моря. Зустрічаються невеликими сіменими зграйками до 8 птахів. Синьоброві паї є всеїдними птахами, живляться переважно ягодами, стиглими плодами, насінням і нектаром, а також комахами, іншими безхребетними і дрібними хребетними. Вони є моногамними птахами, сезон розмноження у них триває з січня по травень. Гніздо чашоподібне, робиться з переплетених гілок, встелюється рослинними волокнами. Насиджують самиці, тоді як самці шукають для них їжу і захидають гніздо. За пташенятами доглядають і самиці, і самці, а також їх помічники — молоді птахи з попереднього виводку.